# 朝倉圭矢
朝倉 圭矢（あさくら けいや、1969年2月24日 - ）は、日本の元俳優。本名同じ。八重垣事務所、ビッグアップルに所属していた。
神奈川県出身。身長174cm。明治学院大学卒業。

## 来歴・人物
小学3年のころから中学1年のころまで父親の仕事の都合でイギリスで暮らしていた。趣味は音楽鑑賞。特技は英会話、水泳。
1988年に映画『ソウル・ミュージック ラバーズ・オンリー』で俳優デビュー。1989年、『高速戦隊ターボレンジャー』の浜洋平 / ブルーターボ役で出演。その後もドラマなどで活躍した。
『ターボレンジャー』で共演した佐藤健太とは『ラバーズ・オンリー』で知り合っており、佐藤がレッド役に決まりそうなことを聞いて自身もオーディションを受けたという。佐藤は、朝倉がヒーロー番組を好きであったことを証言している。
1999年に芸能界を引退。現在はホテルのブライダル関連の仕事を行っている。引退後も佐藤とは交流が続いている。2019年には『ターボレンジャー』30周年の同窓会イベントに出演した。

## 出演

### テレビドラマ
- スーパー戦隊シリーズ
  - 高速戦隊ターボレンジャー（1989年 - 1990年、テレビ朝日） - 浜洋平 / ブルーターボ 役
  - 地球戦隊ファイブマン 第25話「友情の桜島」（1990年、テレビ朝日） - ジーグ（演：山野井進治）の声 役
- 東芝日曜劇場 / 博多人情屋台酒（1990年、TBS）
- ドキュメンタリードラマ マミーの顔がぼくは好きだ〜母と子のヒロシマ〜（1990年、NHK） - 古村比呂の息子 役
- ADブギ 第1話「君との出逢い」（1991年、TBS） - 久堂和繁（演：加勢大周）の高校時代の同級生 役
- 土曜ワイド劇場 / 牟田刑事官事件ファイル17能登・ヨコハマ 四重殺人 愛と鎮魂の殺意、父の陰に女がいた!?（1992年、テレビ朝日） - 谷沢けんいち 役
- ララバイ刑事'92 第10話「コンビニ強盗!! 刑事が愛した美人OLの秘密」（1992年、テレビ朝日） - 田村和夫 役
- 世にも奇妙な物語 / 見たら最期（1992年、フジテレビ系）
- 映画みたいな恋したい / ハードウェイ（1993年、テレビ東京）
- NIGHT HEAD 第18話「GIFTED 与えあられし者」（1993年、フジテレビ） - 吉井寛 役
- Trap-TV 第16話「Five little Indians」（1993年、フジテレビ） - 村井秀安 役
- 十時半睡事件帖（1994年、NHK） - 武家 役
- ブルースワット 第44話「虫歯の電脳戦士」（1994年、テレビ朝日） - 高中真吾 役
- はぐれ刑事純情派(第7シリーズ) 第8話「悲しい酒! 女艶歌歌手の野望」（1994年、テレビ朝日） - 新城のぼる 役
- 夏!デパート物語 第2話「集団ニューハーフ様！店内は大騒ぎ!!」（1995年、TBS）
- レイコの歯医者さん（1996年、NHK） - 巡査 役
- 若葉のころ（1996年、TBS） - 今井 役
- 理想の結婚（1997年、TBS） - 河合和也 役
- お天気お姉さん2 リョーコPriPri（1997年、テレビ朝日） - 森篤 役
- ボイスラッガー 第7話「危うしスーパーヒーロー! 吠える大捜査線」（1999年、テレビ東京） - 港湾警察特捜隊員 役

### 映画
- ソウル・ミュージック ラバーズ・オンリー（1988年、プロモーティブEye21）
- 劇場版 高速戦隊ターボレンジャー（1989年、東映） - 浜洋平 / ブルーターボ 役
- バカヤロー!4 YOU! お前のことだよ（1991年、松竹）

### その他のテレビ番組
- 英語会話I（NHK教育テレビ）
- ピンスポ（東映チャンネル）

### ラジオ
- 赤坂学園新鮮組 エスクエラ野郎ぜ!（木曜日）（ラジオたんぱ）